# جان یااورسکی
جان یااورسکی (Jan Godzimir Jaworski) متولد ۳۱ اکتبر ۱۹۰۳ در سانکی شهرستان گوستنگن کشور لهستان، مرگ در تاریخ ۱۹ فوریه ۱۹۴۵ در استارگارت اشچچینسکی.
جان یااورسکی فرزند یک فروشنده قارچ به نام Michal بود. جان در سال ۱۹۳۰ وارد دانشگاه ورشو شد و در سال ۱۹۳۶ در مؤسسه شرق ورشو با تخصص علوم دینی فارغ‌التحصیل شد.
در سال‌های ۱۹۳۴ – ۱۹۳۶ کارمند کنسولگری لهستان در هاربین بود. او در مدت تهاجم آلمان به لهستان در مقابل آلمان جنگید و در طول اشغال لهستان توسط آلمان برای رهایی لهستان از اشغال تلاش کرد تا کودتا کند.
وی پس از مشارکت در شورش ورشو، در اردوگاه جنگ در یک بیمارستان در هامرشتاین باقی ماند. در حال حمل و نقل توسط بمب‌افکن‌های متحدین بمباران شد و در ایستگاه استارگارت اشچچینسکی جان داد.

## کتابشناسی
- Janusz Chmielewskiهای Jan جاورسکی Godzimirدر: Polski اعضای Biograficzny (لهستانی زندگینامه لغت نامه) ۱۱ حجم وروسلاو-Warszawa-کراکوف 1964-1965 p.  ۱۰۷–۱۰۸.